# Paweł Vũ Văn Dương
Paweł Vũ Văn Dương (Ðổng) (wiet. Phaolô Vũ Văn Dương) (ur. ok. 1792 r. w Vực Đường, prowincja Hưng Yên w Wietnamie – zm. 3 czerwca 1862 r. w Nam Định w Wietnamie) – męczennik, święty Kościoła katolickiego.
Paweł Vũ Văn Dương urodził się w Vực Đường w prowincji Hưng Yên. Ponieważ był znany z uczciwości wybrano go, żeby zarządzał wszystkim, co należało do kościoła w jego parafii. Podczas prześladowań chrześcijan został aresztowany 25 listopada 1860 r. Następnie był torturowany, by wyrzekł się wiary. Został ścięty 3 czerwca 1862 r.
Dzień wspomnienia: 24 listopada w grupie 117 męczenników wietnamskich.
Beatyfikowany 29 kwietnia 1951 r. przez Piusa XII. Kanonizowany przez Jana Pawła II 19 czerwca 1988 r. w grupie 117 męczenników wietnamskich.